# Линднё, Роберт
Роберт Оттокар Линднё (англ. Robert Ottokar Lindneux;  1871, Нью-Йорк — 1970, Денвер, Колорадо) — американский художник, наиболее известный своими картинами, посвящёнными Дикому Западу и индейцам.
В молодости учился в Дюссельдорфе у Бенжамена Вотье, затем посещал академию изящных искусств в париже и Мюнхенскую художественную академию. Вернувшись в США, поселился в Денвере, где и создал большинство своих произведений. В настоящее время картины Линднё хранятся в крупных художественных музеях и частных коллекциях США.